# Penrhyndeudraeth
Penrhyndeudraeth är en ort och community i Gwynedd i Wales i Storbritannien. Namnet betyder halvö med två stränder. 